# Freddo cane
Freddo cane è un singolo del gruppo musicale italiano Rovere, in collaborazione con il cantautore italiano Mameli, pubblicato l'11 febbraio 2021 come secondo estratto dal secondo album in studio Dalla Terra a Marte.

## Descrizione
Il brano, scritto da Davide Franceschelli, Lorenzo Stivani, Luca Lambertini, Marco Paganelli, Mameli e Nelson Venceslai, è prodotto da Marco Paganelli e Matteo Cantaluppi.

## Video musicale
Il video musicale, diretto da Alessandro Murdaca, è stato pubblicato il 16 febbraio 2021 attraverso il canale YouTube del gruppo musicale.

## Tracce
Testi di Davide Franceschelli, Lorenzo Stivani, Luca Lambertini, Marco Paganelli, Mario Castiglione e Nelson Venceslai, musiche di Marco Paganelli e Matteo Cantaluppi.
1. Freddo cane (feat. Mameli) – 3:08